# 2666 (رواية)
2666، هي الرواية الأخيرة للكاتب روبرتو بولانيو. صدرت هذه الرواية في عام 2004 بعد عام من وفاة بولانو. تتشعب موضوعات هذه الرواية التي تدور أحداثها حول كاتب ألماني مراوغ وجرائم قتل مستمرة وغير محلولة بحق النساء في سانتا تيريزا، المدينة الخطيرة المستوحاة من مدينة سيوداد خواريز الشهيرة بجرائم قتل الإناث. تشتمل سياقات ومواضيع الرواية أيضًا على الجبهة الشرقية في الحرب العالمية الثانية، والعالم الأكاديمي، والأمراض العقلية، والصحافة، وانهيار العلاقات وتفكك الحياة المهنية. تتناول رواية 2666 الانحطاط الذي شهده القرن العشرين، وذلك من خلال توظيفها لمجموعة واسعة من الشخصيات والمواقع والفترات الزمنية والقصص المُخبأة ضمن قصص أخرى.
قُسّمت الرواية إلى خمسة أجزاء، ليبلغ عدد صفحات الرواية 1100 صفحة في إصدارها الإسباني، وما يُقارب 900 صفحة في ترجمتها إلى الإنجليزية. نشرت شركة فارار وستراوس وغيروكس الرواية التي نقلتها ناتاشا ويمر إلى الإنجليزية في عام 2008، في حين نشرتها شركة بيكادور في المملكة المتحدة في عام 2009.
استقبل النقاد رواية 2666 عمومًا بشكل إيجابي للغاية. فازت الرواية بجائزة ألتازور في شيلي في عام 2005. أدرج ملحق مراجعة الكتب الخاص بمجلة نيويورك تايمز الرواية ضمن قائمة «أفضل 10 كتب لعام 2008». وأطلقت عليها مجلة تايم لقب أفضل كتاب خيالي لعام 2008. فازت الرواية بجائزة دائرة نقاد الكتب الوطنية عن فئة الخيال لعام 2008. رُشّحت ترجمة ويمر لجائزة أفضل كتاب مُترجم. قارن النقاد رواية 2666 بأعمال دبليو. جاي. سيبالد، وأشادوا بحبكاتها ونطاقاتها المتعددة.

## تأليف الرواية
كتب بولانيو رواية 2666 بينما كان مريضًا وعلى قائمة الانتظار لزرع كبد جديد. لم يسبق لبولانيو أن زار مدينة سيوداد خواريز، لكنه تلقى معلومات ودعمًا من أصدقائه وزملاءه مثل سيرجيو غونزاليس رودريغيز، الذي كتب مقال «عظام في الصحراء» حول المدينة وجرائم قتل النساء فيها. ناقش بولانيو الرواية مع صديقه خورخي هيرالد الذي كان مديرًا لدار أناغراما للنشر في برشلونة، لكنه لم يُري المسودة الفعلية لأي أحد حتى وفاته: المسودة هي النسخة الأولى.
خطط بولانو بدايةً لنشر الرواية في كتاب واحد، ثم غير رأيه وفكر في نشرها ضمن خمس مجلدات بغية توفير دخل أفضل لأطفاله، لكن قرر الورثة خلاف ذلك لينشروا الكتاب في مجلد واحد مطوّل. أدرك بولانيو أن روايته لم تكن مكتملة بعد، إذ قال قبل شهر من وفاته أنه مايزال يتعين عليه مراجعة أكثر من 1000 صفحة منها.

## عنوان الرواية
يتسم عنوان رواية 2666 بكونه محيرًا، إذ لم يتمكن حتى أصدقاء بولانو من معرفة سبب تسميتها بهذا الاسم. أشار الكاتب في صحيفة نيويورك تايمز لاري روتر إلى إضفاء بولانو صفةً رؤيويةً لهذا الرقم. كتب هنري هيتشنغز قائلًا إن «العنوان المبهم للرواية واحد من نكاتها المقيتة العديدة»، وإنه قد يكون إشارةً إنجيليةً إلى التيه الذي يُفترض أنه يعود إلى بعد 2,666 سنة من خلق الله للأرض. لا يُذكر الرقم ضمن هذه الرواية لكنه مذكور في بعض كتب بولانو الأخرى مثل ترنيمة الذي يرد فيه تشبيهًا لطرق مكسيكو سيتي بـ «مقبرة في عام 2666»، والمحققين الهمجيين الذي جاء فيه: «وقالت سيزارا شيئًا عن الأيام القادمة... سألتها المعلمة محاولةً تغيير الموضوع عن الأوقات التي قصدتها ومتى ينبغي أن تكون. حددت سيزاريا تاريخًا، في وقت ما في عام 2600، نحو عام ألفان وستمائة».